# Adam Tzanetopoulos
Adam Tzanetopoulos (in greco Αδάμ Τζανετόπουλος?; Volo, 10 febbraio 1995) è un calciatore greco, difensore dell'Al Dhafra.

## Caratteristiche tecniche
È un difensore centrale.

## Carriera

### Club
Cresciuto nelle giovanili di Olympiacos e Nikī Volo, nel 2013 viene acquistato dall'AEK Atene.

### Nazionale
Ha esordito con la nazionale greca l'11 ottobre 2015 in un match valido per le qualificazioni al Campionato europeo di calcio 2016 vinto 4-3 contro l'Ungheria.

## Statistiche

### Presenze e reti nei club
Statistiche aggiornate al 30 ottobre 2017.
| Stagione        | Squadra         | Campionato      | Campionato | Campionato | Coppe nazionali | Coppe nazionali | Coppe nazionali | Coppe continentali | Coppe continentali | Coppe continentali | Altre coppe | Altre coppe | Altre coppe | Totale | Totale | Totale |
| Stagione        | Squadra         | Comp            | Pres       | Reti       | Comp            | Pres            | Reti            | Comp               | Pres               | Reti               | Comp        | Pres        | Reti        | Pres   | Reti   |        |
| --------------- | --------------- | --------------- | ---------- | ---------- | --------------- | --------------- | --------------- | ------------------ | ------------------ | ------------------ | ----------- | ----------- | ----------- | ------ | ------ | ------ |
| 2013-2014       | AEK Atene       | C               | 7          | 1          | CG              | 0               | 0               |                    | -                  | -                  |             | -           | -           | 7      | 1      |        |
| 2014-2015       | AEK Atene       | B               | 16         | 0          | CG              | 4               | 1               |                    | -                  | -                  |             | -           | -           | 20     | 1      |        |
| 2015-2016       | AEK Atene       | SL              | 13         | 0          | CG              | 4               | 0               |                    | -                  | -                  |             | -           | -           | 17     | 0      |        |
| 2016-gen. 2017  | AEK Atene       | SL              | 0          | 0          | CG              | 2               | 0               | UEL                | 0                  | 0                  |             | -           | -           | 2      | 0      |        |
| gen.-giu. 2017  | Īraklīs         | SL              | 17         | 0          | CG              | 0               | 0               |                    | -                  | -                  |             | -           | -           | 17     | 0      |        |
| Totale carriera | Totale carriera | Totale carriera | 17         | 0          |                 | 0               | 0               |                    | -                  | -                  |             | -           | -           | 17     | 0      |        |
| 2017-2018       | AEK Atene       | SL              | 0          | 0          | CG              | 0               | 0               | UCL+UEL            | 0+2                | 0                  |             | -           | -           | 2      | 0      |        |
| Totale carriera | Totale carriera | Totale carriera | 53         | 1          |                 | 10              | 1               |                    | 2                  | 0                  |             | -           | -           | 65     | 2      |        |

### Cronologia presenze e reti in nazionale
| Cronologia completa delle presenze e delle reti in nazionale ― Grecia | Cronologia completa delle presenze e delle reti in nazionale ― Grecia | Cronologia completa delle presenze e delle reti in nazionale ― Grecia | Cronologia completa delle presenze e delle reti in nazionale ― Grecia | Cronologia completa delle presenze e delle reti in nazionale ― Grecia | Cronologia completa delle presenze e delle reti in nazionale ― Grecia | Cronologia completa delle presenze e delle reti in nazionale ― Grecia | Cronologia completa delle presenze e delle reti in nazionale ― Grecia |
| Data                                                                  | Città                                                                 | In casa                                                               | Risultato                                                             | Ospiti                                                                | Competizione                                                          | Reti                                                                  | Note                                                                  |
| --------------------------------------------------------------------- | --------------------------------------------------------------------- | --------------------------------------------------------------------- | --------------------------------------------------------------------- | --------------------------------------------------------------------- | --------------------------------------------------------------------- | --------------------------------------------------------------------- | --------------------------------------------------------------------- |
| 11-10-2015                                                            | Il Pireo                                                              | Grecia                                                                | 4 – 3                                                                 | Ungheria                                                              | Qual. Euro 2016                                                       | -                                                                     | 64’                                                                   |
| Totale                                                                |                                                                       | Presenze                                                              | 1                                                                     |                                                                       | Reti                                                                  | 0                                                                     |                                                                       |

## Palmarès

### Club
- Campionato greco di terza divisione: 1

AEK Atene: 2013-2014: 1
- Campionato greco di seconda divisione: 1

AEK Atene: 2014-2015
- Coppa di Grecia: 1

AEK Atene: 2015-2016
- Campionato greco: 1

AEK Atene: 2017-2018